# かぐや姫 (1935年の映画)
『かぐや姫』（かぐやひめ）は、1935年に公開された田中喜次監督の日本映画。モノクロ、スタンダード。
新日本音楽映画と銘打たれたJ.O.スタヂオによる第2回作品。『竹取物語』を原作とした本作は、特撮の分野に進出する前の円谷英二が参加したことで知られている。

## スタッフ
- 監督 - 田中喜次[2][6][3][4][5]
- 演技指導 - 青柳信雄[7]
- 脚本 - J.O.企画部[8][3][4][5]
- 原作 - J.O.企画部[8][3][4]
- 撮影 - 円谷英二[2][6][1][3][4][5]
- 音楽 - 宮城道雄[6][3][4][5]
- 美術 - 松岡映丘[8][10][3][5]
- 録音 - 万宝圭介[10][3][5]

このほかにも、政岡憲三が人形アニメーションを担当したが、後述する短縮版ではこのパートがカットされている。

## キャスト
- 北澤かず子 - かぐや姫[8]
- 汐見洋 - 翁[8]
- 東日出子 - 媼（おうな、翁の妻）[8][10]
- 藤山一郎 - 造麿[8]
- 北沢彪[8][3]
- 横尾泥海男[11] - 宰相[10]
- 徳山璉[11] - 宰相の息子・太麿[10]
- 藤輪欣司 - 宰相の息子・細身[10]

## 制作

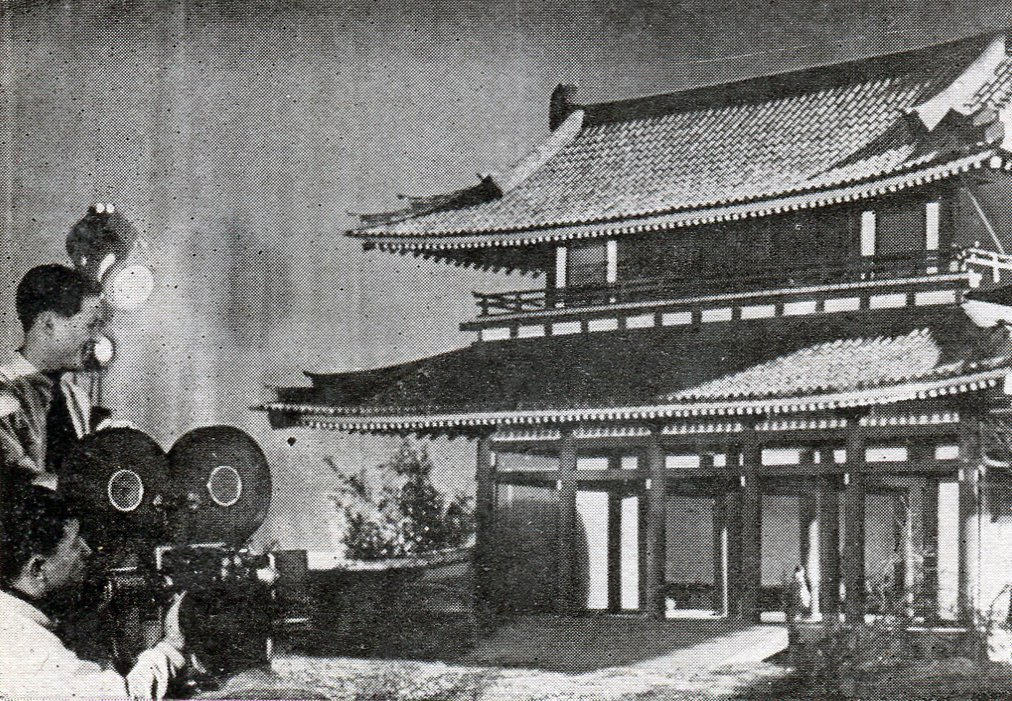

本作では特殊効果が用いられており、例えば切った竹の中から小さな女の子が顔を出す場面は合成によるものである。また、船が嵐に遭う場面では特殊撮影が用いられている。

## 日本国外での上映
1936年、ロンドン日本協会がイギリス人や現地法人向けの上映会を企画し、在英日本大使館に「日本の童話や伝説を題材とした映画を用意してほしい」と依頼する。外務省は大使館から相談を受けた後、国際映画協会に選定を委託する。そして、本作のイギリス行きが決まり、国際映画協会の監修で短縮版が制作された。

## フィルムの再発見
本作は封切り以降の上映記録がなかったことに加え、フィルムの所在も不明だった。2015年5月、イギリスの映画史研究家から英国映画協会 (BFI) に本作の可燃性ポジフィルムについての情報が寄せられる。同年10月、国立映画アーカイブの研究員がBFIの保存センターにあったフィルムを調査し、本作の短縮版であると認定する。それから6年間、BFIとの交渉を経て、この短縮版を不燃化したフィルムが日本で上映されることとなった。

## その他
後に『 竹取物語 (1987年の映画)』の監督を担当する市川崑は、当時J.O.スタヂオでアニメーターをしており、同じ撮影所内で作業をしていた関係から、毎日のように主題歌を聞かされていたという。